# تترا ليمونية

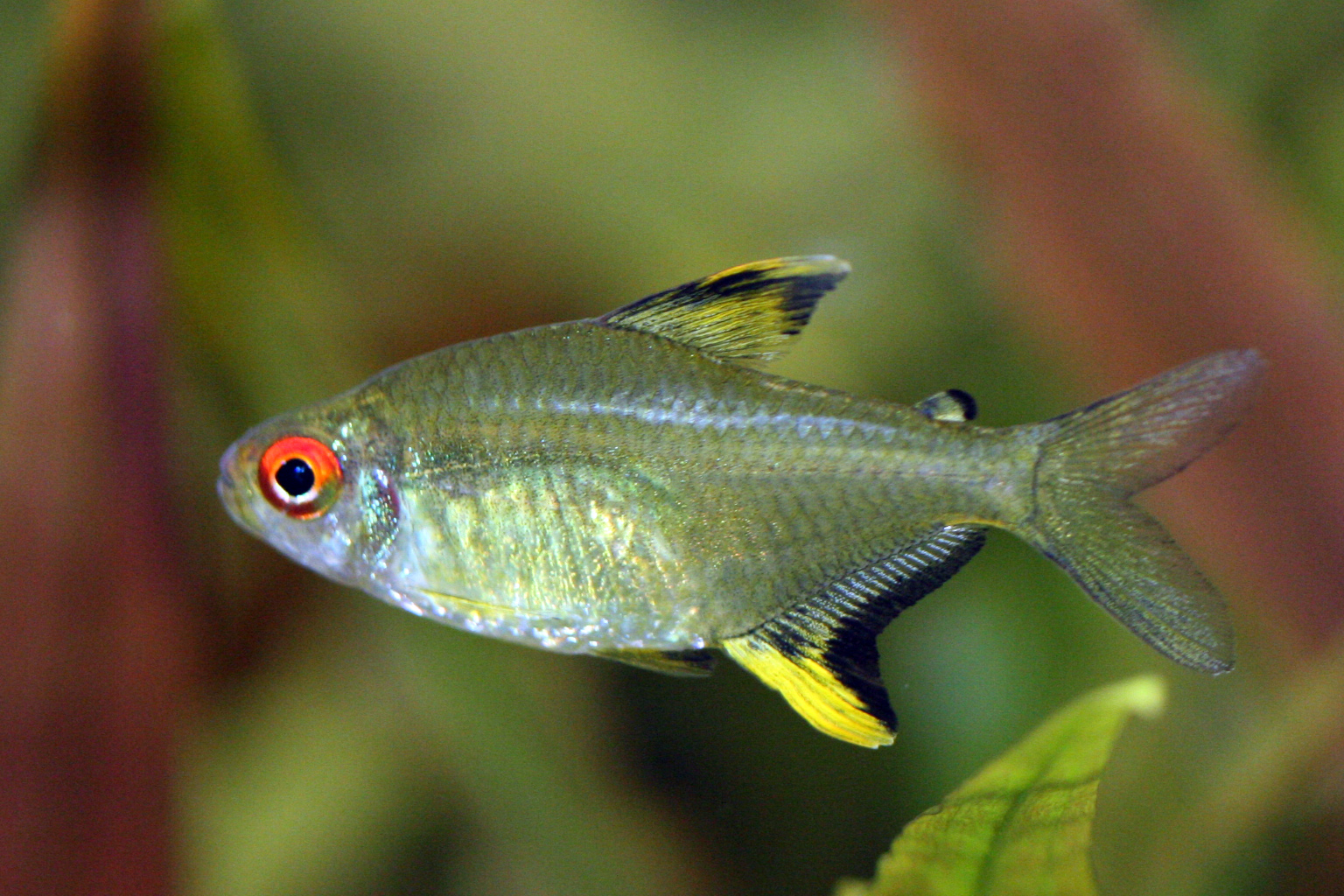

تترا ليمونية (باللاتينية: Hyphessobrycon pulchripinnis)، (بالإنجليزية: Lemon tetra) تنتمي لفصيلة خراقينية، هي سمكة زينة من فصيلة التترا تعيش في أحد انهار البرازيل ولا تعيش في أي مكان آخر من أنهار العالم، وتعتبر من الأسماك المسالمة التي تعيش مع الأسماك المسالمة مثلها في مجتمعات وهي من الأسماك الصعبة التوالد في الأسر لأنها تحتاج إلى مواصفات تشبة البيئة التي تعيش فيها وتتطلب حوض مزروع جيداً ودرجة حرارة لا تقل عن 23 درجة مئوية وهي من سكان الأنهار الاستوائية. تتغذى السمكة على النباتات والحيوانات الصغيرة والقشريات والديدان.